# Wielka Albania

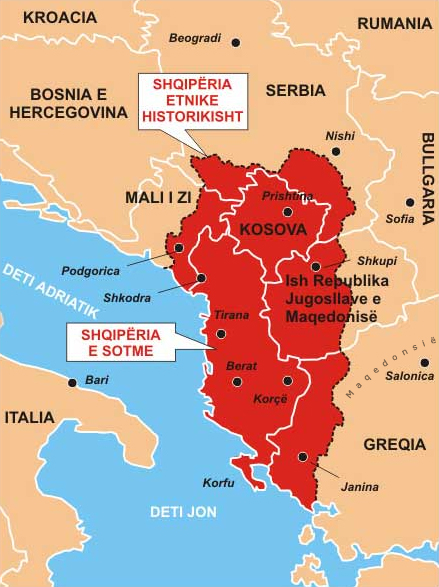

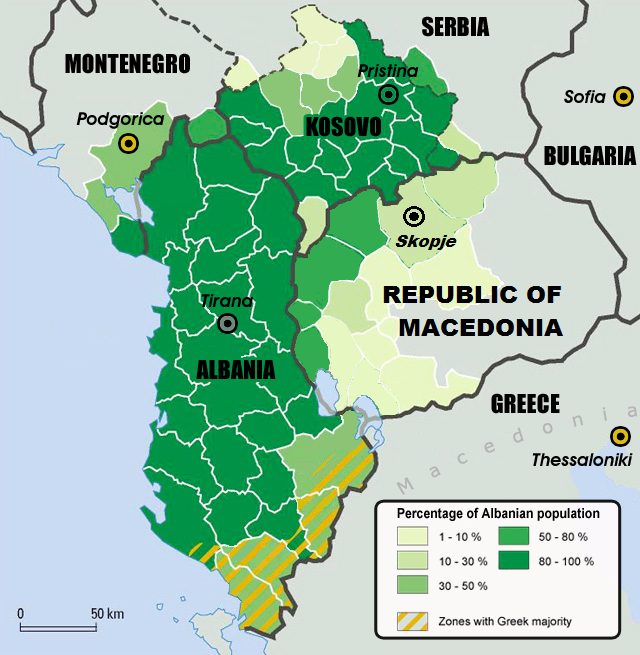
Mapa Albanii wraz z terenami zamieszkanymi przez etnicznych Albańczyków (procent mieszkańców zaznaczony na mapie nie odpowiada spisom ludności)

Wielka Albania – ruch polityczny we współczesnej historii narodu albańskiego, dążący do zjednoczenia wszystkich etnicznych Albańczyków w obrębie jednego państwa. Termin ten jest równoważny z określeniem w języku albańskim Shqipëria e Madhe, używanym raczej rzadko, głównie w tłumaczeniach.

## Korzenie idei
Przed wojnami bałkańskimi na początku XX wieku Albańczycy byli jednym z narodów Imperium Osmańskiego. Istniały cztery zamieszkane przez nich wilajety: Janina (dziś Ioannina w Grecji), Manastir (Bitola w dzisiejszej Macedonii Północnej), Kosowo ze stolicą w Skopju i Shkodra.
Albański ruch niepodległościowy pojawił się około 1878 roku wraz z powstaniem tzw. ligi z Prizren, miasta znajdującego się na terytorium, które w 1912 r. zostało zaanektowane przez Serbię. Celem ligi była kulturowa i polityczna autonomia Albańczyków, ale w ramach imperium osmańskiego. Jednak Osmanowie nie byli przygotowani na spełnienie albańskich żądań. Paradoksalnie, wzmocniło to ligę, która w krótkim czasie przekształciła się w ruch narodowy.
W 1913 roku, gdy granice Albanii zostały wstępnie określone, Serbia nie otrzymała dostępu do morza, ale zajęła terytoria znane dzisiaj jako Kosowo, zamieszkane w dużym stopniu przez Albańczyków. Niepodległa Albania nie obejmowała swoim terytorium wszystkich ziem zamieszkanych przez etnicznych Albańczyków. Spowodowało to wielką frustrację wśród nich i żądania zjednoczenia tych ziem w jednym państwie.
W czasie II wojny światowej, wraz z upadkiem Jugosławii w 1941 roku, Włosi przekazali część władzy nad ziemiami zamieszkanymi przez etnicznych Albańczyków w ręce marionetkowego rządu albańskiego. Wielka Albania zawierała w sobie Kosowo, Epir, część Macedonii oraz inne tereny podbite przez wojska państw Osi.

## Tereny zamieszkane przez etnicznych Albańczyków
- Albania
- Kosowo
- Dolina Preševo (w języku albańskim Lugina e Preshevës albo Kosova Lindore) w południowej Serbii
  - gminy Preševo i Bujanovac
  - część gminy Medveđa
- w Grecji
  - południowy Epir (po II wojnie światowej wielu Albańczyków w greckim Epirze zostało z niego wygnanych, co było pokłosiem kierowanych pod ich adresem oskarżeń o „kolaborację z wrogiem” (najpierw z Włochami, a później z komunistami). Tamtejsi Albańczycy nazywają siebie Çam lub Cham, od albańskiego słowa oznaczającego Epir: Çamëria. Wielu z nich stara się o odszkodowania za mienie zajęte przez Greków. Z powodu zdecydowanej polityki rządu greckiego względem mniejszości narodowych, wielkość tej społeczności jest trudna do ustalenia. Większość Albańczyków Çam została zmuszona do opuszczenia Grecji po II wojnie światowej, wielu z nich zginęło podczas greckiej wojny domowej. W dzisiejszych czasach w nadmorskich okolicach żyje jednak stosunkowo dużo Albańczyków, którzy imigrowali tam po upadku komunistycznego reżimu Envera Hodży w końcu lat 80.)
- zachodnia część Macedonii
- południowa i wschodnia Czarnogóra
  - nadbrzeżna gmina Ulcinj
  - rejon Tuzi niedaleko Podgoricy
  - część gmin Plav i Rožaje

## Polityczne wykorzystanie koncepcji
Albańscy politycy stosunkowo często używali koncepcji Wielkiej Albanii w celu odwrócenia uwagi wyborców od innych problemów, takich jak trudna sytuacja ekonomiczna, ubóstwo czy bezrobocie. To dawało im głosy w czasie wyborów, jednocześnie wywołując niepokój w graniczących z Albanią krajach. Szczególne kontrowersje wywoływało np. umiejscowienie Ioanniny, jednego z największych greckich miast na fikcyjnych mapach przedstawiających Wielką Albanię. Z drugiej strony, niealbańscy politycy i liderzy innych mniejszości narodowych wykorzystują tę ideę w celu szerzenia nienawiści etnicznej i strachu przed polityczną działalnością państwa albańskiego (dzieje się tak przede wszystkim w Macedonii, Grecji i Serbii).
Christopher Hill, ambasador w Macedonii, powiedział m.in. „Spędziliśmy lata 90. martwiąc się o Wielką Serbię. To już skończone. Będziemy dobrze spędzać czas w nowym wieku martwiąc się o Wielką Albanię”.